# Butaca
Una butaca (mot carib), un cadiral, una cadira de poltrona o simplement poltrona (mot italià) és una cadira de braços molt còmoda, de dimensions considerables, amb el seient baix i el respatller inclinat endarrere, generalment encoixinada.
És un tipus de moble que es va inventar a França a la primeria del segle xviii. Continua d'inspirar creadors i dissenyadors moderns com per exemple la butaca Estructural (1948) de Miguel Fisac Serna o la butaca Vallvidrera (1979) de Carles Riart Llop i Santiago Roqueta Matías.